# Grundzeit (Arbeitsstudium)

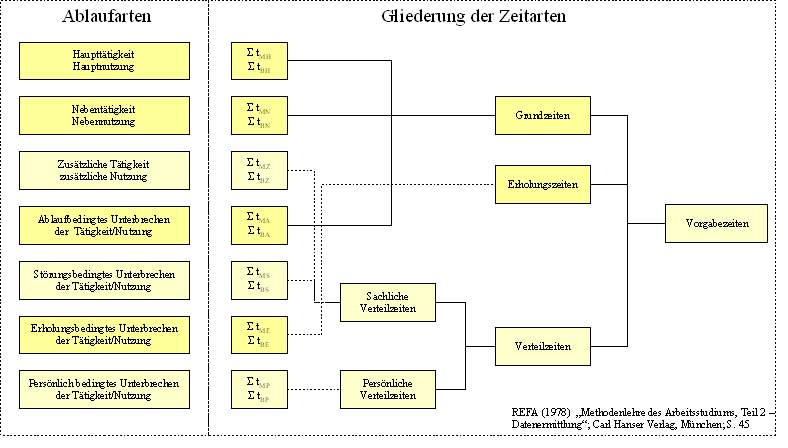
Vorgabezeit für Mensch und Betriebsmittel

Im Arbeitsstudium ist die Grundzeit ({\displaystyle t_{g}}) für eine Arbeitskraft die Summe der Sollzeiten für Haupttätigkeiten und Nebentätigkeiten ({\displaystyle HT}) sowie der Wartezeiten ({\displaystyle W}).

## Formale Darstellung
Es gilt mithin:
{\displaystyle t_{g}=HT+W}.

## Betriebsmittel
Als Betriebsmittel-Grundzeit ({\displaystyle t_{gB}}) ist sie die Summe der Zeiten der Hauptnutzungen, Nebennutzungen und ebenso Wartezeiten für einen Auftrag oder eine Einheit. Damit ist die Grundzeit eine der wesentlichen Anteile der Zeit je Einheit.